# Artia
Artia es un género de fanerógamas de la familia Apocynaceae. Contiene nueve especies. Es originario de Nueva Caledonia.

## Taxonomía
El género fue descrito por André Guillaumin y publicado en Bulletin de la Société Botanique de France 88(2–6): 380. 1941.

## Especies
- Artia amieuensis Guillaumin
- Artia balansae (Baill.) Pichon in Guillaumin
- Artia brachycarpa (Baill.) Boiteau
- Artia coriacea Guillaumin
- Artia francii (Guillaumin) Pichon
- Artia lanceolata Guillaumin
- Artia lifuana (Baill.) Pichon in Guillaumin
- Artia orbicularis Guillaumin
- Artia penangiana (King & Gamble) Pichon